# 본래적 범죄
본래적 범죄(本來的 犯罪, 라틴어: Malum in se)란 영미법의 개념으로 그 자체로 해로운 범죄를 지칭한다. 형법의 이론에서 형법의 기원을 설명하는 데 쓰인다. 금지적 범죄(Malum prohibitum)와 대비된다. 본래적 범죄의 예로는 절도, 강간, 살인 등이 있다.

## 같이 보기
- 금지적 범죄

## 참고 문헌
- 이상윤, 『영미법 - 개정판』, 박영사, 2000. (ISBN 8910451602)